# Lasse Helner
Lasse Helner (født 14. februar 1947 i Aarup på Fyn) er en dansk folke- og rockmusiker, sanger, komponist, storyteller og meget andet. I 2009 rundede han 50 år på scenen, og i 2010 kunne han og hans kone Mathilde (Mette Bondo) fejre deres 35-års jubilæum med duoen Lasse & Mathilde.
I 1981 fik han et overraskende hit med genindspilningen af sangen "Dagbogen", oprindeligt en Burt Bacharach sang fra 1957 og først et hit med Grethe og Jørgen Ingmann.
Lasse Helner var en af de bærende kræfter i The Baronets, en beatgruppe dannet i Aarup i slutningen af 1964. Gruppen opnåede en vis succes i Danmark op gennem 1960'erne, og er i flere omgange blevet gendannet. I forbindelse med arrangementet Rock Mod Rynker i 2000 blev bandet gendannet i en konstellation svarende til besætningen i 1967.
I 2007 modtog han prisen for "Årets danske countryalbum" ved Danish Music Awards Folk for albummet At Memphis Station.